# Wabua major
Espèce
Wabua major est une espèce d'araignées aranéomorphes de la famille des Stiphidiidae.

## Distribution
Cette espèce est endémique du Queensland en Australie. Elle se rencontre entre 400 et 1 230 m d'altitude dans les monts Hugh Nelson, Cardwell et Walter Hill et sur le plateau Atherton.

## Description
La carapace de la femelle holotype mesure 1,4 mm de long sur 1,0 mm de large, son abdomen 1,6 mm de long sur 1,1 mm de large. La carapace du mâle paratype mesure 1,7 mm de long sur 1,4 mm de large, son abdomen 1,8 mm de long sur 1,3 mm de large.

## Publication originale
- Davies & Lambkin, 2000 : Wabua, a new spider genus (Araneae: Amaurobioidea: Kababinae) from north Queensland, Australia. Memoirs of the Queensland Museum, vol. 46, p. 129-147 (texte intégral).